# Attilio Bertolucci
Attilio Bertolucci (San Lazzaro, subúrbio de Parma, 18 de novembro de 1911 – Roma, 14 de junho de 2000) era um poeta italiano e escritor. Ele era o pai dos cineastas Bernardo e Giuseppe Bertolucci.
Bertolucci cresceu em uma família de agricultores burgueses de Parma. Quando era estudante de Direito na Universidade de Bolonha, já na década de 1930, Bertolucci frequentou curso de história da arte do professor Roberto Longhi, experiência associada pela crítica ao lugar de destaque que a paisagem e a pintura alcançaram como matéria de sua obra poética. Em 1950 muda-se para Roma, onde trabalha em editora e traduz do francês e inglês. É autor de Sirio (Parma: Minardi, 1929), seu primeiro livro aos 19 anos; e seu segundo libro, Fuochi in novembre (1934) será agraciado com a boa recepção com a crítica. Seguirá publicando com Cronaca (1946), La campanna indiana (Sansoni, 1951), Viaggio d’inverno (Garzanti, 1971). E tema recorrente de sua poesia a vida e paisagem rural. Em 1975 passa a ser diretor da revista Nuovi Argomenti. Será pai de dois cineastas, Giuseppe Bertoluci e Bernardo Bertolucci. 
Attilio Bertolucci aos 88 anos de idade morreu em junho de 2000.